# Mahot rose
Dombeya elegans
Espèce
Le mahot rose (Dombeya elegans) est une espèce de la famille des Sterculiacées endémique de l'île de La Réunion, dans l'océan Indien.